# (5462) 1984 SX5
(5462) 1984 SX5 (1984 SX5, 1977 SK2, 1977 TC7, 1979 FA2, 1986 EE3) — астероїд головного поясу, відкритий 21 вересня 1984 року.
Тіссеранів параметр щодо Юпітера — 3,562.